# Tihomir Ognjanov
Tihomir Ognjanov, född 2 mars 1927 i Subotica, död 2 juli 2006 i Subotica, var en jugoslavisk fotbollsspelare.
Han blev olympisk silvermedaljör i fotboll vid sommarspelen 1952 i Helsingfors.